# National Ignition Facility

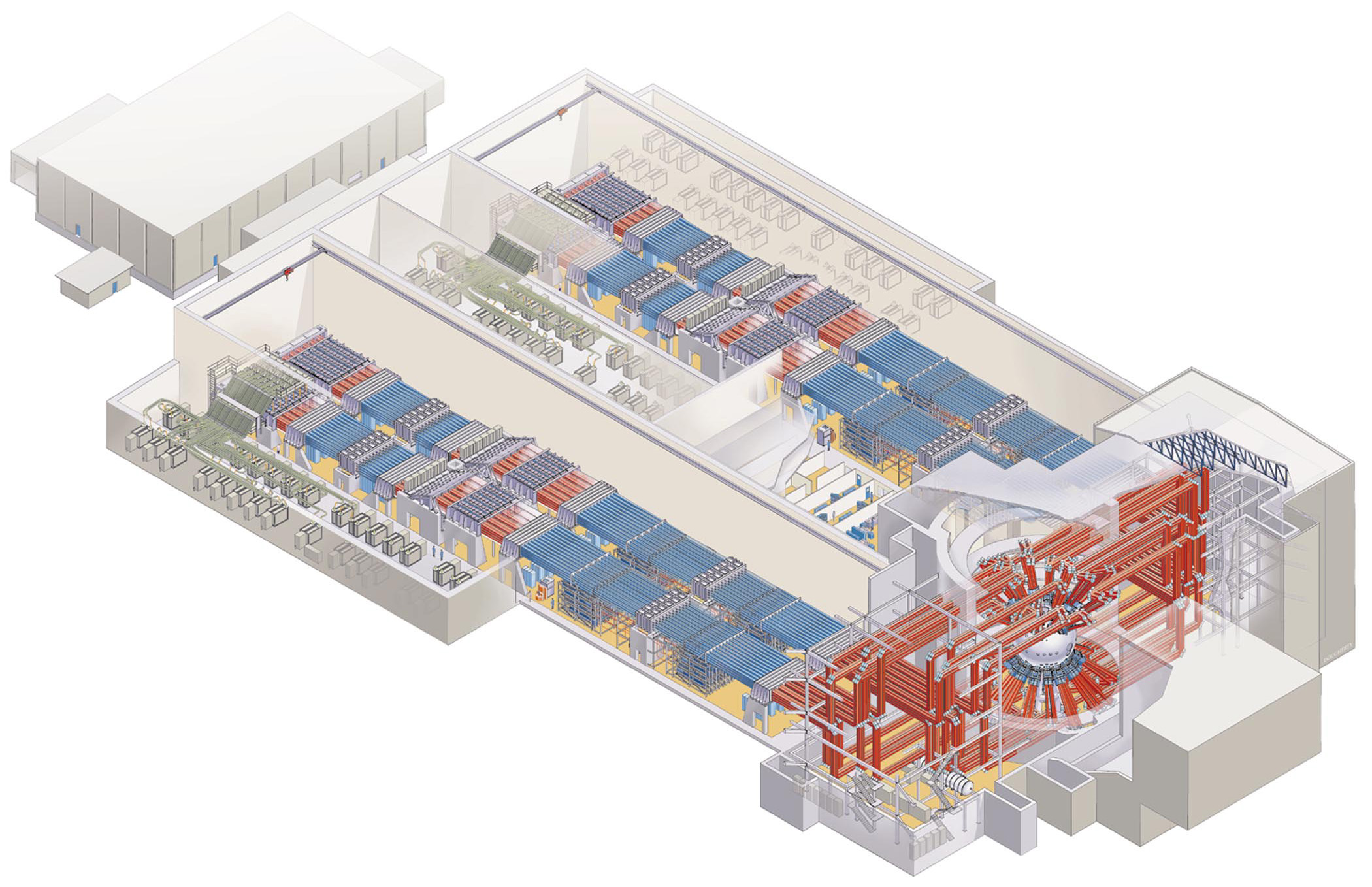
Schemat reaktora NIF. Impuls laserowy powstaje w centralnym pomieszczeniu, przechodzi kilkukrotnie przez wzmacniacze (niebieskie), jest fitrowany, synchronizowany (czerwone elementy) i ostatecznie skupiany na komorze zapłonu (srebrna)

National Ignition Facility – eksperymentalne urządzenie, które w zamierzeniu ma wywoływać kontrolowaną syntezę termojądrową za pomocą silnego impulsu laserowego. Znajduje się w Narodowym Laboratorium Lawrence’a w Livermore w mieście Livermore w stanie Kalifornia (USA).

## Dane techniczne

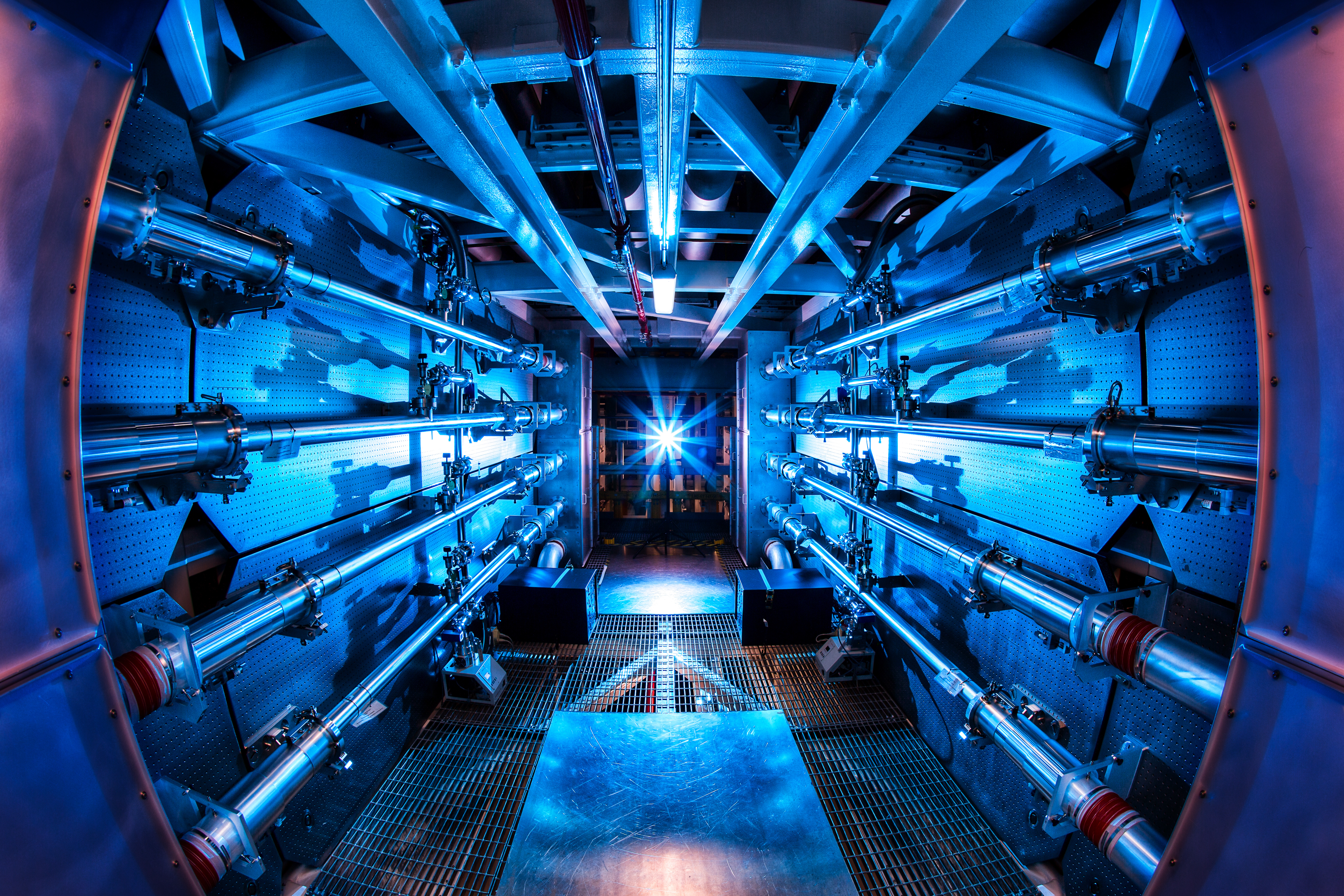
Wzmacniacze laserowe w NIF, umożliwiające utworzenie impulsu o mocy 500 TW.

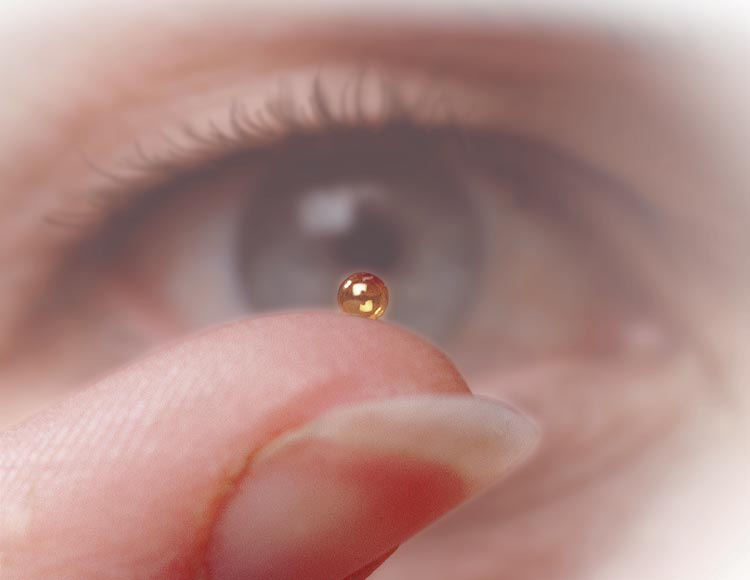
Cała energia laserów jest skupiana na kulce paliwa deuterowo-trytowego o średnicy 2 mm.

NIF jest największym i zdolnym do wytworzenia impulsów o największej energii urządzeniem tego typu zbudowanym dotychczas. Przed każdym impulsem, jego kondensatory gromadzą 422 megadżule (MJ) energii, która za pomocą ksenonowych lamp błyskowych przekazywana jest wzmacniaczom 192 wiązek laserowych. Przy ich pomocy wytwarzany jest pojedynczy impuls, niosący około 4 MJ energii i trwający kilka pikosekund. Moc tego impulsu sięga 500 terawatów. Jest on skupiany na kulce paliwa deuterowo-trytowego o średnicy 2 mm. Podgrzewa ją on do temperatury miliardów stopni i kompresuje do gęstości miliona kg/m³. Oczekiwane jest, że w takich warunkach w paliwie zajdzie fuzja jądrowa.

## Historia
Konstrukcję rozpoczęto w 1997 roku, borykano się z licznymi problemami i prace zostały znacznie spowolnione do roku 2000. Od tego czasu postęp był dużo większy, lecz porównując do początkowych planów, NIF jest opóźniony o pięć lat i cztery razy droższy, niż zakładał budżet. Zakończenie konstrukcji Narodowego Zakładu Zapłonu zostało zatwierdzone 31 marca 2009 roku przez Departament Energii Stanów Zjednoczonych.
Pierwsze eksperymenty ze wszystkimi 192 laserami odbyły się w maju 2009, a ceremonia otwarcia odbyła się 29 maja 2009. Pierwszy zapłon nastąpił 8 października 2010. Ponieważ odpowiednia synchronizacja impulsu laserowego wymaga ostygnięcia wzmacniaczy laserowych, przewiduje się, że NIF będzie mógł inicjować jeden zapłon na około 5 godzin. W 2011 wykonano ponad 250 testowych zapłonów, w styczniu 2012 wykonano ich 57. Na bazie doświadczeń przeprowadzonych w NIF planowana jest konstrukcja przyszłego urządzenia LIFE (Laser Inertial Fusion Energy) wykorzystującego lasery półprzewodnikowe i mogącego wywoływać 15 zapłonów na sekundę.
We wrześniu 2013 roku ogłoszono, że udało się po raz pierwszy uzyskać dodatni bilans energetyczny, co zostało jednak zakwestionowane.